# Зеленоклинівська сільська рада
Зеленокли́нівська сільська рада (рос. Зелёноклиновский сельский совет) — муніципальне утворення у складі Альшеєвського району Башкортостану, Росія. Адміністративний центр — село Зелений Клин.

## Населення
Населення — 446 осіб (2019, 715 в 2010, 767 в 2002).

## Склад
До складу поселення входять такі населені пункти:
| Населений пункт          | Населення, осіб (2002) | Населення, осіб (2010) |
| ------------------------ | ---------------------- | ---------------------- |
| Зелений Клин, присілок   | 404                    | 378                    |
| Красний Клин, присілок   | 245                    | 238                    |
| Новоконстантиновка, село | 118                    | 99                     |